# Vytautas litván nagyfejedelem
Vytautas, régiesen Vitold  (belarusz nyelven Вітаўт / Vitaut, ukránul Вітовт / Vitovt, oroszul Витовт / Vitovt; lengyelül Witold kb. 1350 – 1430. október 27.), Litvánia nagyfejedelme 1392-től 1430-ig. Formálisan csak unokatestvére, Jogaila (Jagelló) litvániai régense volt a Lengyelországgal való perszonálunióban. A középkori Litvánia egyik legjelentősebb uralkodója, már életében megkapta a "Nagy" melléknevet. Hrodna (1370–1382) és Luck (1387–1389) fejedelme, a husziták megválasztott királya. Litvánia egyik nemzeti hőse.

## Hatalomra jutása

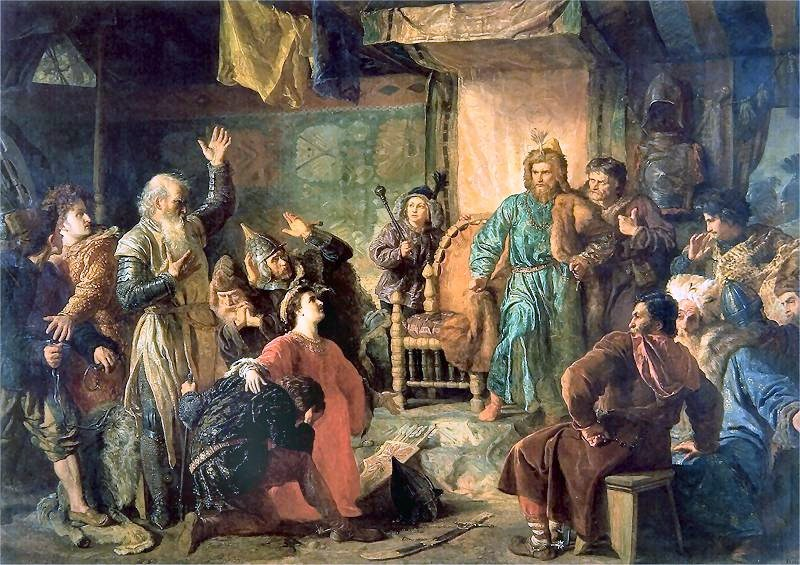
Jogaila elfogatja Vytautast és Kęstutist (Wojciech Gerson képe, 1873)

Vytautas 1350 körül született Kęstutis fejedelem és második felesége, Birutė gyermekeként. Apja Algirdas fivérével együtt közösen kormányozta Litvániát, bár a nagyfejedelem formálisan az utóbbi volt. Kęstutis az ország nyugati, litvánok lakta részét irányította és elsősorban a Teuton lovagrend támadásait hárította el. Vytautas 1368-ban és 1372-ben részt vett a nagyfejedelem Moszkva elleni hadjárataiban. 1376-ban már Hrodna hercegeként harcolt a lengyelek ellen, 1377-től pedig önállóan intézett betöréseket a lovagrend területére. 
Algirdas 1377-es halála után a trón fiára, Jogailára szállt. 1380-ban Jogaila titkos megállapodást kötött a teuton lovagokkal, hogy nem siet nagybátyja védelmére, ha őt a lovagrend megtámadja. Amikor Kęstutis erről a következő évben tudomást szerzett, elfoglalta Vilniust, elfogta Jogailát és lemondásra kényszerítette, majd ő maga ült a nagyfejedelmi trónra. Jogaila behódolt, de mikor nagybátyja Kaributas nevű, Novgorod-Szeverszkij élén álló fivérének  felkelésével volt elfoglalva, csapataival megszállta Vilniust és ismét uralkodónak kiáltotta ki magát. A két fél serege 1382 augusztusában találkozott, de a tárgyalások során Jogaila lefogatta Kęstutist és az őt kísérő Vytautast. Kęstutis öt nappal később meghalt Kreva várának börtönében, de Vytautasnak sikerült megszöknie és a lovagrendnél keresett menedéket.  

### Az első polgárháború
A pogány Jogaila korábban a nagybátyjával szembeni segítségért cserébe megkeresztelkedést és Szamogitia átengedését ígérte a lovagoknak; idővel kiderült hogy nem tartja be ígéreteit. A lovagrend ezért Vytautas trónigényét kezdte el támogatni (aki meg is keresztelkedett katolikus rituálé szerint és felvette a Wigand nevet) és 1483-ban kiújult a teuton-litván háború. Vytautas szintén megígérte Szamogitia egy részének átadását és lovagok több portyáján részt vett. 1384 júliusában azonban kiegyezett unokatestvérével és átállt hozzá, felégetve a rábízott, fontos teuton határvárakat. Cserébe Jogaila Trakai kivételével visszaadta neki Kęstutis korábbi birtokait. 

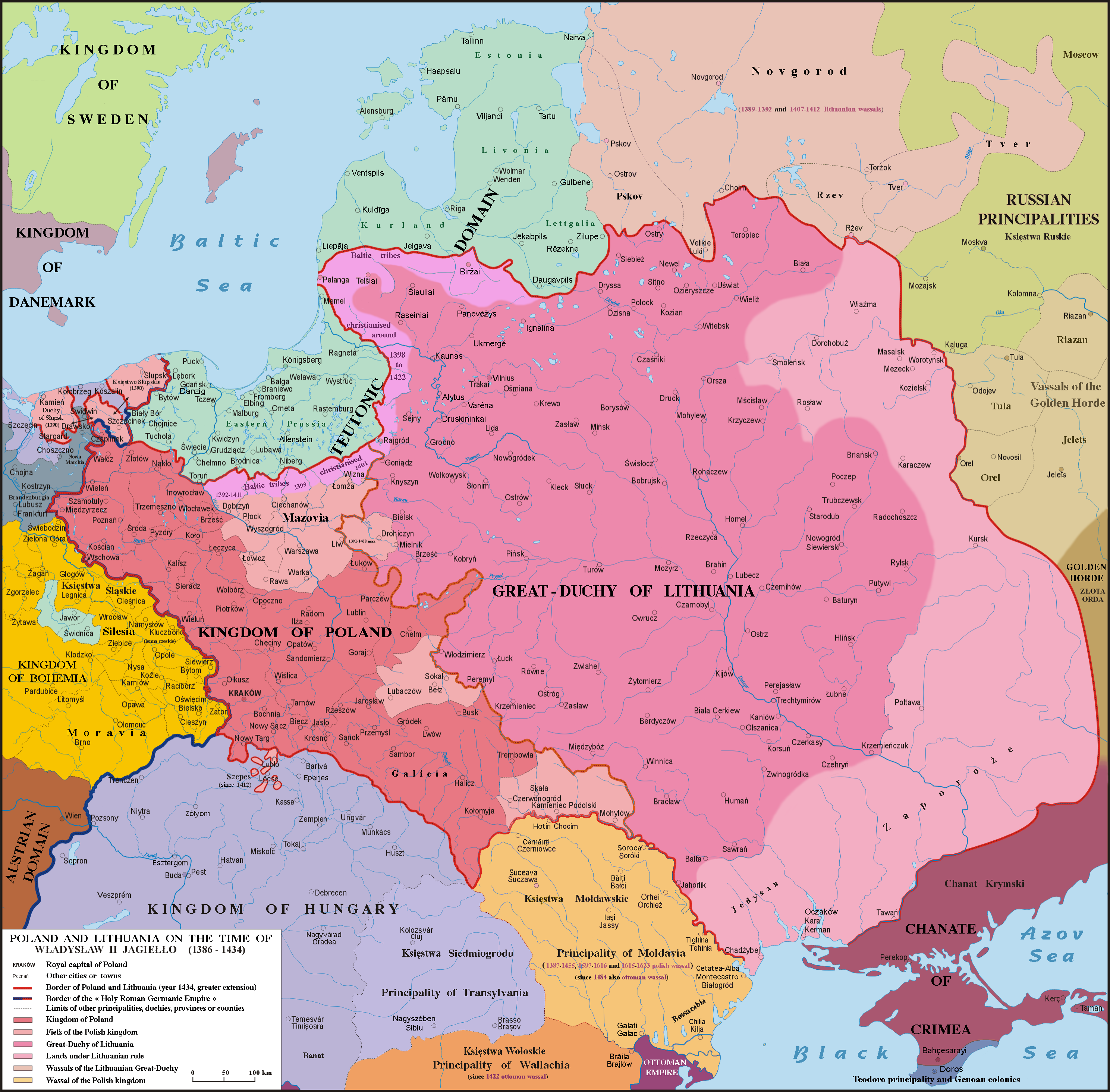
Lengyelország és Litvánia 1386–1434 között

Jogaila 1385-ben feleségül vette a tizenkét éves Hedviget, Lengyelország királynőjét és társuralkodóként perszonálunióban egyesítette a két országot. Az unió feltételeként megkeresztelkedett és felvette az Ulászló (Władysław) nevet. Vytautas 1386-ban szintén keresztvíz alá állt, immár másodszor és most Alexandernek keresztelték. 

### A második polgárháború
A Krakkóba költöző Jogaila öccsére, Skirgailára bízta Litvánia kormányzását. Skirgaila azonban népszerűtlen volt és Vytautas fokozatosan a változásokkal elégedetlen nemesek vezéralakjává vált. 1389-ben megpróbálta csellel elfoglalni Vilniust, de terve, hogy a nővére esküvőjére küldött áruk fegyveres őrségével elfoglalja a várat, idő előtt kiderült. 1390-ben ismét szövetséget kötött a Teuton lovagrenddel és a fegyveres támogatásért cserébe odaígérte Szamogitiát. A lovagok a korábbi árulása miatt túszul tartották a családtagjait. Újabb szövetségeseket is keresett, a következő évben egyetlen lányát, Zsófiát feleségül adta Vaszilij moszkvai nagyfejedelemhez. A harc váltakozó eredményekkel folyt: 1390-ben Jogaila több várat elfoglalt és lengyel helyőrséget helyezett el bennük, míg a lovagok felgyújtották Kernavė várát és Vilniust is sokáig ostromolták (és eközben lerombolták külvárosait és egyik erődjét), de elfoglalniuk nem sikerült. Nyilvánvalóvá vált, hogy a háború még sokáig elhúzódik és a lengyel nemesség zúgolódni kezdett, véleményük szerint királyuk túl sok időt töltött a litván ügyekkel. Jogaila ezért felajánlotta Vytautasnak, hogy vegye át Skirgaila helyett Litvánia régensi tisztét és hajlandó volt visszaadni neki apja valamennyi régi birtokát. Vytautas elfogadta az ajánlatot, ismét felmondta a lovagrenddel kötött szövetségét és felgyújtotta a rábízott várakat. Az 1392. augusztus 4-én megkötött ostrówi szerződés értelmében Jogaila nevében kormányozza az országot és halála után minden címe visszaszáll a koronára.

## Litvánia nagyfejedelmeként

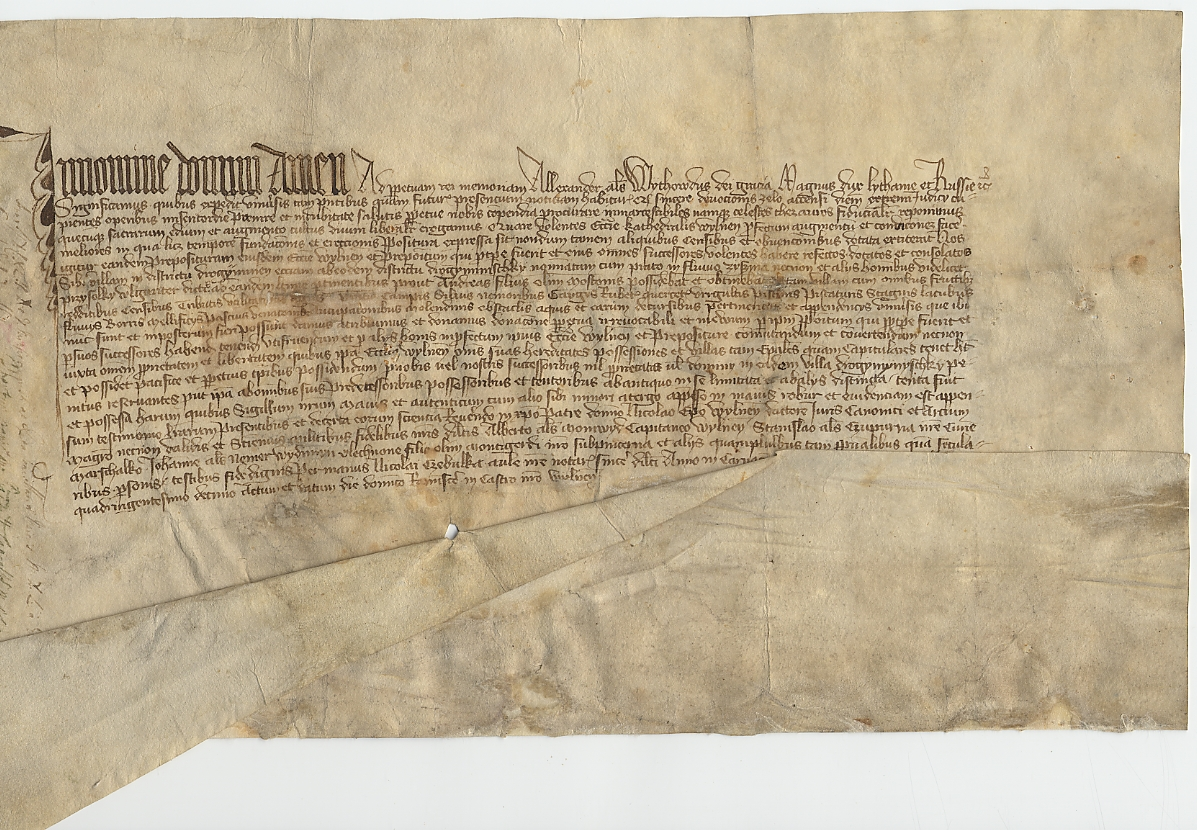
Vytautas 1410-ben kiadott oklevele a vilniusi székesegyház privilégiumairól

### Keleti politikája
Vytautas folytatta Algirdas nagyfejedelem politikáját és igyekezett minél több rutén földet meghódítani. 1395-ben a segítségért folyamodott hozzá Toktamis, az Arany Horda volt kánja, akit Timur Lenk elűzött a trónjáról. Vytautas bizonyos területek átadásáért cserébe támogatta hatalma visszaszerzésében. 1398-ban litván hadsereg tört be a Krímre, megszállták a tengerpartot egészen Hadzsibejig (a mai Odesszáig) és erődöt építettek. A Litván Nagyfejedelemség ekkor a Balti-tengertől a Fekete-tengerig terjedt. 
A sikeres hadjáraton felbuzdulva Vytautas és Jogaila felkérte IX. Bonifác pápát, hogy hirdessen meg egy keresztes hadjáratot a tatárok ellen. Ezáltal azt is demonstrálták, hogy nemrég megtért ország elkötelezett a kereszténység ügye mellett és a Teuton lovagrend többé nem hivatkozhat a pogányság elleni harcra amikor a litvánokat támadja. A keleti hadjárat tervét azonban romba döntötte az 1399-es Vorszkla-menti csatában elszenvedett súlyos vereség. Több mint húsz litván herceg (köztük Jogaila két testvére) odaveszett és maga Vytautas is alig tudott elmenekülni. A vesztett csata után a központi hatalom megrendült, több tartomány fellázadt, Szmolenszket pedig visszavette annak korábbi fejedelme, Jurij Szvjatoszlavics (csak 1404-ben sikerült visszafoglalni lengyel csapatok segítségével). 1406 és 1408 között Vytautas három hadjáratot is vezetett veje, Vaszilij moszkvai nagyfejedelem ellen, aki befogadta Jogaila testvérét, a litván viszonyokkal elégedetlen és nagyfejedelmi ambíciókat dédelgető Švitrigailát. Végül 1408-ban, miután hadseregeik farkasszemet néztek az Ugra folyónál, csata nélkül megegyeztek a litván és moszkvai érdekszférák elkülönítésében: Novgorodot ezután Jogaila öccse, Lengvenis irányította, Pszkovot pedig egy lengyel kormányzó. 
1425-ben Vaszilij meghalt és végakaratában Zsófiát nevezte meg kiskorú fia régenseként, Vytautas védelme alatt. Zsófia 1427-ben hivatalosan is átadta a Moszkvai Nagyfejedelemség kormányzását apjának. 

### Harc a Teuton lovagrenddel

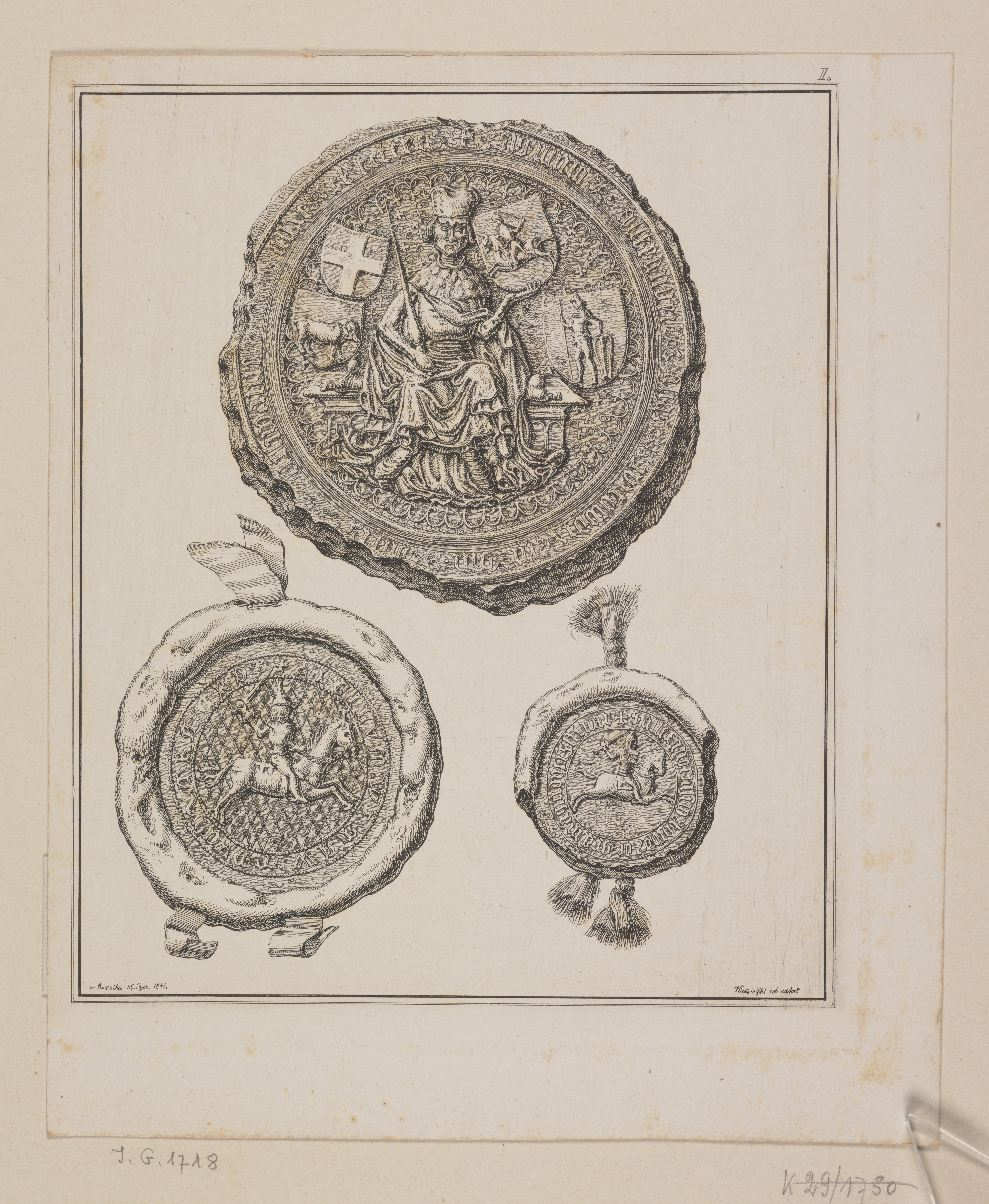
Vytautas pecsétjei

1398-ban, még a keleti keresztes hadjáratra való előkészületképpen, Vytautas békét kötött a lovagrenddel és átadta nekik az általuk régóta áhított Szamogitiát, amely összeköttetést teremtett a rend livóniai és porosz területei között. Azonban három év múlva, 1401 márciusában a szamogitok (Vytautas támogatásával) fellázadtak és felgyújtottak két várat. Az ellenségeskedésben a lovagok oldalán részt vett Švitrigaila is. Végül 1404-ben békét kötöttek, melyben megerősítették, hogy Szamogitia a lovagrend kezén marad és Lengyelország megígérte, hogy egy újabb háború esetén nem segít Litvániának. Cserébe a lovagok támogatták Vytautas keleti háborúját és felhagytak Švitrigaila támogatásával. A feszültség azonban megmaradt és csak idő kérdése volt, hogy mikor tör ki az újabb ellenségeskedés. 
1408-ban a nagyfejedelem békét kötött Moszkvával és ismét elővette Szamogitia ügyét. 1409-ben Vytautas és a lengyelek segítségével kitört egy második lázadás. A lovagrend a helyzet végleges rendezését kívánta és hadat üzent a lengyel-litván uniónak. Vytautas személyesen vezette a nagyfejedelemség összegyűjtött erőit, amely, miután egyesült a lengyel sereggel, megindult a Teuton lovagrend központja, Marienburg felé. 1410. július 15-én a grünwaldi csatában a lengyel-litván szövetség döntő vereséget mért a lovagrendre. Bár utána sikertelenül ostromolták Marienburgot, a rend akkora csapást szenvedett, amelyből már később sem volt képes talpra állni. 
Az 1411-ben megkötött első thorni béke során Litvánia Vytautas haláláig visszakapta Szamogitiát, bár a pontos határokban nem tudtak megegyezni. A vitát Zsigmond magyar és német király döntötte el, aki a határfolyó, a Nyeman teljes jobb partját a litvánoknak ítélte. A lovagrend ezt nem fogadta el és 1414-ben kitört az újabb háború, amely azonban csak néhány hónapig tartott, a kérdést pedig a konstanzi zsinat elé terjesztették. Megfelelő megoldás itt sem született és a lovagrend 1422-ben ismét fegyverrel próbált érvényt szerezni igazának. A gollubi háborúban azonban két hónap alatt vereséget szenvedtek és véglegesen le kellett mondaniuk Szamogitiáról, bár Memel városát megtarthatták. Az itt eldöntött határvonal 500 évig, 1923-ig érvényben maradt. 

### A lengyel viszony

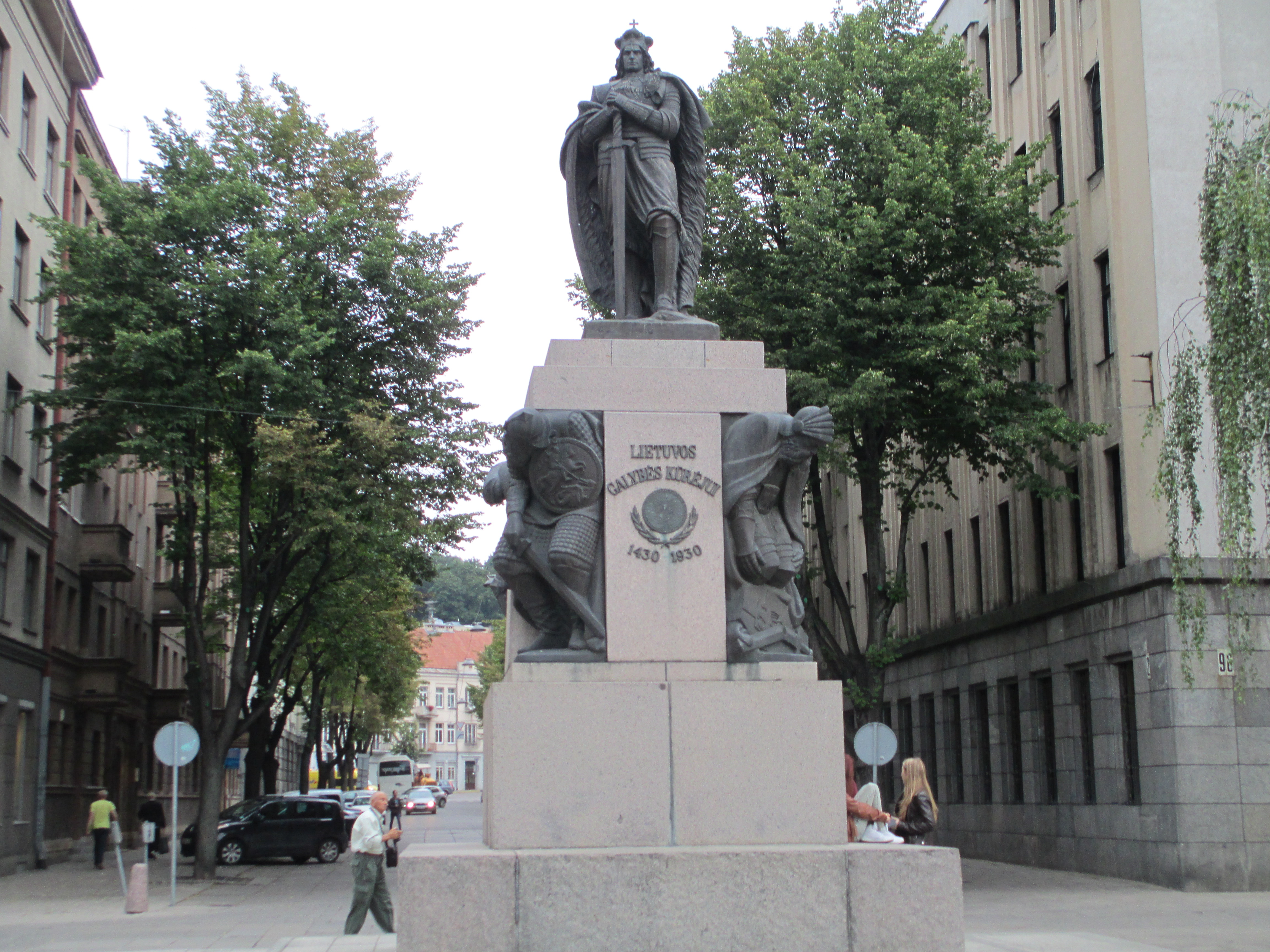
Vytautas szobra Kaunasban

1399-ben Hedvig királynő szülés közben meghalt, Jogaila joga a lengyel trónra pedig megrendült. A vorszklai csata Litvánia katonai erejét gyengítette meg. Az új helyzet viszonyainak rendezésére 1401-ben megkötötték a vilnius-radomi uniót. Vytautas megkapta a nagyfejedelmi (magnus dux) címet, de Jogaila a feljebbvalója maradt (supremus dux) és halála után a nagyfejedelmi cím visszaszállt a lengyel királyra. Ha Jogaila előbb hal meg és nincs örököse, a lengyel nemesség maga választhatott királyt. A szerződés érdekessége, hogy a litván nemesség először adott ki dokumentumot a saját nevében. 
1413-ban a horodłói unióval tovább finomították a két ország közötti viszonyrendszert. Litvánia külön nemesi gyűlést tartott fenn de a fontos ügyeket a lengyel szejmmel közösen vitatták meg. Az unió a katolikus litván nemeseknek ugyanolyan jogokat garantált, mint amilyenekkel a lengyel nemesség bírt.  
1421-ben a Luxemburgi Zsigmondot trónfosztottá nyilvánító husziták Jogailának ajánlották fel a cseh koronát, amelyet az visszautasított és Vytautast ajánlotta maga helyett. Vytautas elfogadta a királyi címet és egyik unokaöccsét, Koributovics Zsigmondot küldte maga helyett kormányzóként. Zsigmond 1422 és 1428 között több-kevesebb sikerrel harcolt a huszita háborúkban.

## Reformjai
Vytautas megerősítette a központi hatalmat, az addig félig autonóm helyi fejedelmeket hozzá hű kormányzókkal váltotta fel. A kormányzók gazdag földbirtokosok voltak; ekkor alapozta meg szerencséjét a Radvila (Radziwiłł) és Goštautas-család. Gazdasági reformokat léptetett életbe, amelyek segítették a kereskedelem fejlődését. 
1398-ban négyszáz krími tatár és karaita családot telepített Litvániába, hogy testőrökként, őrökként, tolmácsokként szolgáljanak. Leszármazottaik ma is élnek az országban.   

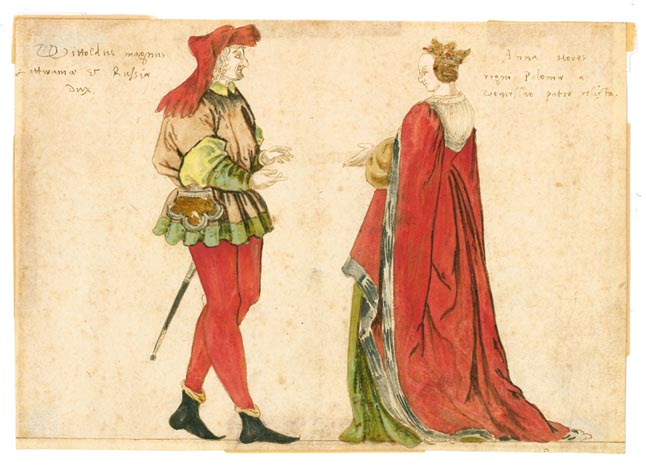
Vytautas és felesége, Anna (16. századi miniatúra)

1429 januárjában a lucki kongresszuson Zsigmond király támogatásával Vytautasnak megadták a litván királyi címet. A koronát szállító követeket azonban 1430 őszén a lengyel főnemesek feltartóztatták. Zsigmond újabb koronát küldött, de mire litván földre ért volna, 1430. október 27-én Vytautas meghalt. Testét a vilniusi székesegyházban helyezték el. 

## Családja
Vytautas 1370 körül feleségül vette az ismeretlen származású Annát, aki vagy egy rutén fejedelem lánya vagy litván hercegnő lehetett. Egy lányuk született, Zsófia, aki Vaszilij moszkvai nagyfejedelemhez ment feleségül. Anna 1418-as halála után Vytautas volt felesége unokahúgát, Julianna Holszańskát vette el. A rokoni kapcsolat miatt a vilniusi püspök nem is volt hajlandó összeesketni őket pápai diszpenzáció nélkül; így végül Jan Kropidło gnieznói érsek végezte el a ceremóniát. Ebből a házasságból nem született gyermek.  

## Fordítás
- Ez a szócikk részben vagy egészben  a   Vytautas című angol Wikipédia-szócikk ezen változatának fordításán alapul.  Az eredeti cikk szerkesztőit annak laptörténete sorolja fel. Ez a jelzés csupán a megfogalmazás eredetét és a szerzői jogokat jelzi, nem szolgál a cikkben szereplő információk forrásmegjelöléseként.
- Ez a szócikk részben vagy egészben  a(z)   Витовт című orosz Wikipédia-szócikk ezen változatának fordításán alapul.  Az eredeti cikk szerkesztőit annak laptörténete sorolja fel. Ez a jelzés csupán a megfogalmazás eredetét és a szerzői jogokat jelzi, nem szolgál a cikkben szereplő információk forrásmegjelöléseként.